# كلية الطب والصيدلة بالرباط
كلية الطب والصيدلة بالرباط هي مؤسسة مغربية عمومية للتعليم العالي أُنشِئت سنة 1962، وهي تابعة لجامعة محمد الخامس بالرباط.

## لمحة تاريخية
أنشئت كلية الطب بالرباط بموجب الظهير الشريف 1.62.227، وافتتح الملك الحسن الثاني الكلية رسميا في 16 أكتوبر 1962، لكي تبدأ الدراسة بالكلية في نوفمبر من العام الدراسي 1962-1963. كانت الدراسة بالكلية تقتصر على الطب فقط، وفي 16 أكتوبر عام 1986 أنشئ قسم الصيدلة بالكلية. وفي مارس 1996 افتتحت المدينة الجامعيّة التابعة للكلية، والمخصصة لسكن وإقامة الطلاب والطالبات الدارسين بها.

## شروط القبول
يشترط لقبول الطالب المترشح للدراسة في كلية الطب والصيدلة بالرباط أن يكون الطالب قد حصل على شهادة الباكالوريا في شعبة العلوم الرياضية أو العلوم التجريبية، وأن يجتاز مباراة ولوج الكلية، والتي تُجرى على مرحلتين، تعتمد إحداهما على احتساب المُعدل الذي حصل عليه الطالبة في شهادة الباكالوريا، على حين تعتمد المرحلة الثانية على اجتياز اختبار كتابي يركز على برامج الباكالوريا بالنسبة لشعبة العلوم التجريبية.

## مسالك التكوين
تُلقى الدروس في كلية الطب والصيدلة بالرباط باللغة الفرنسية، وذلك في تكوينات مختلفة حسب المسالك التالية:
- مسلك الطب: يدوم 8 سنوات، ويتوج بالحصول على دكتوراه في الطب. أو 12 سنة للتخصص في الطب (DSM).
- مسلك الصيدلة: يدوم 7 سنوات، ويتوج بالحصول على دكتوراه في الصيدلية.
- مسالك الماستر المتخصص: مفتوحة فيما يلي:
  - ضمان وجودة الدواء، Assurance et Qualité du Médicament.
  - الموارد الفلاحية الوظيفية: تثمين المنتوجات النباتية الصحية والغذائية والبيئية، Agro Ressources Fonctionnelles: Valorisation en Phytoproduits de Santé, de Nutrition, et d'Environnement.
- مسالك الماستر: مفتوحة في التقنية الحيوية (Biotechnologie) حسب مسارين:
  - التقنية الحيوية الطبية، BT. Biomédicale.
  - المعلوماتية الحيوية، Bioinformatique.
- مسالك الإجازة المهنية: مفتوحة فيما يلي:
  - الجودة وتدبير المخاطر الصحية، Qualité et Gestion des Risques en Santé.
  - تمريض الأطفال، Puériculture.
  - علوم التقنية الحيوية الطبية، Sciences en Biotechnologie Médicale.

## أبرز الشخصيات بالكلية
ضمت هيئة التدريس بكلية الطب والصيدلة بالرباط العديد من الشخصيات الهامة، وكان من بين أبرز الشخصيات التي تولت التدريس بالكلية وزير الصحة المغربي السابق أنس الدكالي الذي تولى منصب وزير الصحة في حكومة سعد الدين العثماني خلال الفترة من 22 يناير 2018 وحتى 9 أكتوبر 2019. إلى جانب هيئة التدريس بالكلية، فقد تولى عمادة الكلية عدد من الأساتذة البارزين، ويوضح الجدول التالي أسماء أبرز من تولوا منصب العميد لكلية الطب والصيدلة بالرباط منذ تأسيسها وحتى الآن:
| عميد الكلية        | تاريخ تولي المنصب | تاريخ ترك المنصب |
| ------------------ | ----------------- | ---------------- |
| عبد المالك فرج     | 1962              | 1969             |
| عبد اللطيف بربيش   | 1969              | 1974             |
| بشير لزرق          | 1974              | 1981             |
| الطيب شكيلي        | 1981              | 1989             |
| محمد الطاهر العلوي | 1989              | 1997             |
| عبد المجيد بلماحي  | 1997              | 2003             |
| ناجية حجاج حسوني   | 2003              | 2013             |
| محمد العدناوي      | 11 يونيو 2013     | 2022             |
| إبراهيم لكحل       | 17 نوفمبر 2022    | - حتى الآن       |

## وصلات خارجية
- الموقع الرسمي لكلية الطب والصيدلة بالرباط